# Журик, Александр Александрович
Алекса́ндр Алекса́ндрович Жу́рик (бел. Аляксандр Аляксандравіч Журік; род. 29 мая 1975, Минск) — белорусский хоккеист, защитник, Заслуженный мастер спорта Республики Беларусь (2002).

## Биография
Воспитанник минской хоккейной школы «Юность».
Участник зимних Олимпийских игр 1998 года в Нагано и 2002 года в Солт-Лейк-Сити.
Участник чемпионатов мира
1999,
2001, 2002, 2003,
2004 (див.1),
2005 в составе национальной сборной Белоруссии.
За сборную Белоруссии выступал с 1996 по 2008 год. Провёл 95 матчей, набрал 30 (8+22) очков, заработал 149 минут штрафного времени.
В 1993 г. задрафтован клубом НХЛ «Эдмонтон Ойлерз» (N драфта — 163).

## Достижения
- Третий призёр Большого приза Санкт-Петербурга (1993).
- Финалист Евролиги (1999)
- Серебряный призёр чемпионата России (1999).
- Серебряный призёр чемпионата России (2001).
- Чемпион Белоруссии (2005).
- Обладатель Кубка Белоруссии(2005).
- Серебряный призёр чемпионата Белоруссии(2006).